# Aspalathus capensis
Aspalathus capensis là một loài thực vật có hoa trong họ Đậu. Loài này được (Walp.) R.Dahlgren miêu tả khoa học đầu tiên.